# Monti del Vanč
I monti del Vanč (in tagico Қаторкӯҳи Ванҷ; in russo Ванчский хребет) sono una catena montuosa del Pamir occidentale, in Tagikistan.
Si estendono nella provincia del Gorno-Badachšan per una lunghezza di circa 85 km in direzione nord-est/sud-ovest. Si trovano a sud della catena dell'Accademia delle Scienze, tra le valli dei fiumi Vanč a nord e Jazgulem a sud. Raggiungono altezze di oltre 5500 m.
La catena montuosa è costituita prevalentemente da granito e arenaria ed è caratterizzata da ripidi pendii e aspre gole.
Sulle pendici crescono ginepri e vari arbusti (rose e biancospini). La zona dominata dai ghiacciai inizia al di sopra dei 4000 m e ricopre complessivamente una superficie di 164 km².